# Paramachaerium ormosioides
Paramachaerium ormosioides är en ärtväxtart som först beskrevs av Adolpho Ducke, och fick sitt nu gällande namn av Adolpho Ducke. Paramachaerium ormosioides ingår i släktet Paramachaerium och familjen ärtväxter. Inga underarter finns listade i Catalogue of Life.